# ジャゴケ
ジャゴケ（Conocephalum conicum (L.) Dum.）は、ゼニゴケ目ジャゴケ科に属する苔類のひとつ。表面が鱗を並べたように見えるのが特徴である。

## 概要
平たい葉状体をもつ苔類である。ゼニゴケ類は似た姿のものが多く、判別が難しいが、この種はその表面の模様がはっきりしており、類似種が少ないため、判別しやすいものである。和名は蛇苔の意で、その葉状体の表面が鱗を並べたように見えるのを、ヘビの体表に見立てたものである。
様々な場所に広く見られる。普通のゼニゴケより大柄でてかてかしており、遠目にも独特である。他方、ほとんど柄を持たない雄器托、成熟時に急に伸びる雌器托など、ゼニゴケ類とは異なった特徴も多い。広範囲に分布するものを同一種と判断しているが、細分すべきとの判断もあるらしい。

## 特徴
扁平な葉状体を作る苔類。葉状体は幅1-2cm、長さは3-15cm、頻繁に二叉分枝をして、折り重なるように密な群落となって基質表面を覆う。背面は強いつやがあって緑色、古い部分は深緑で、時に赤みを帯びる。さわるとかなりごわごわと硬い。その表面は網状のわずかな溝で蜂の巣状に区切られている。この区切りは中軸上では縦長に細長く、周辺ではより幅広い。この区切りは気室の区切りにあたるもので、それぞれの中央には気室孔がある。溝の部分は色も周囲より濃いので、はっきりと見える。新芽が出るときはその基部は大きくくびれる。

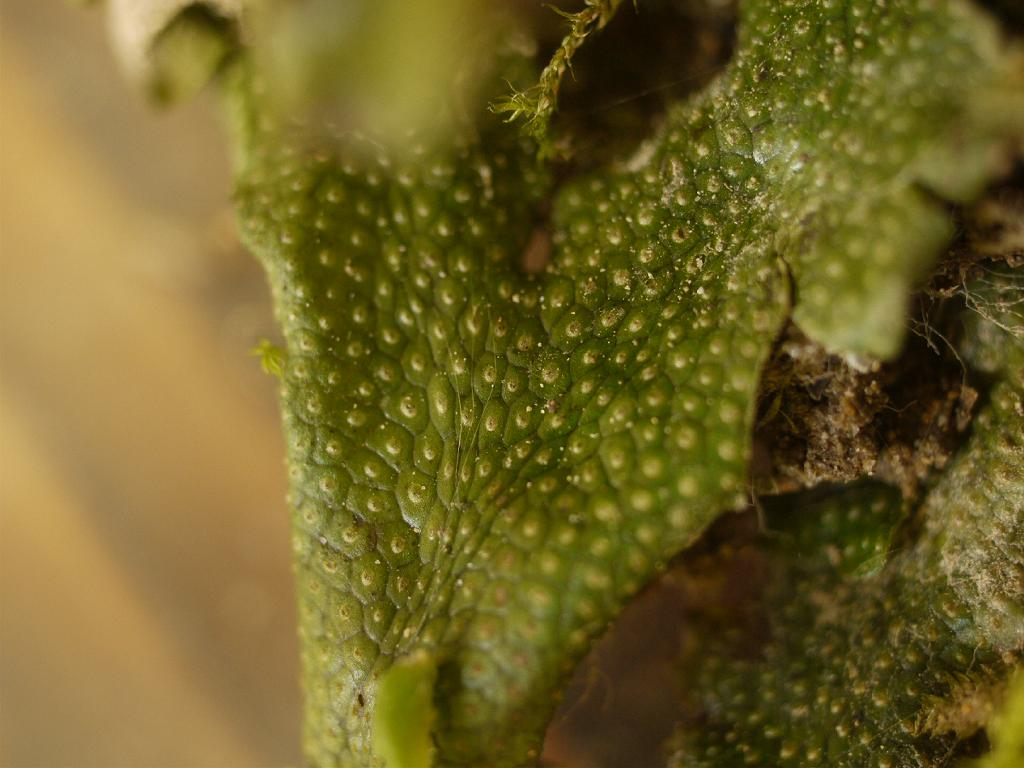
葉状体表面の拡大

気室孔はアーチ型、気室は一層で大きく、その底面からは細胞列が多数立ち上がり、これを同化糸という。その名の通りそれらの細胞は緑であるが、先端の細胞は透明でくちばし状になっている。
葉状体の裏面では、その中肋がはっきりとわかる。これは、それに沿って鱗片が並んでいることと、そこに仮根が密生することによる。鱗片は二列、互生して並び、はじめは透明で次第に褐色に色づき、先端には円形で紫を帯びる付属体がある。この列の間から多数の仮根が出て、植物体を固定している。鱗片は、中軸の先端部では表面に回って見えることもあり、その場合、表面の先端部に紫褐色の斑点のように見える。
なお、植物体に含まれる精油の成分のために、手でもむと松葉やマツタケの臭いがする。

### 無性生殖
無性生殖器官は特にない。ゼニゴケ類では無性芽を特別な構造で作る例が多く、近縁なヒメジャゴケも無性芽を作るが、本種はそのようなものを生じない。もちろん葉状体が分かれて増えることはあるが、それだけである。

### 有性生殖
有性生殖については、雌雄異体で、雄は雄器托、雌は雌器托を作る。それらは葉状体の先端に作られる。

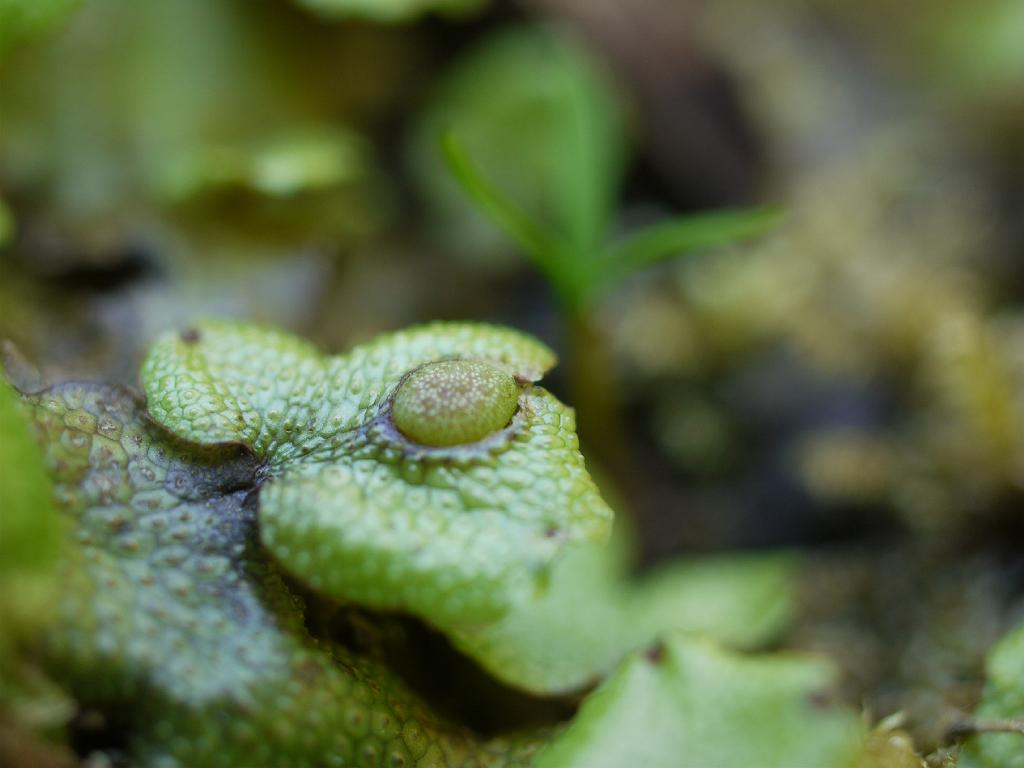
雄器托
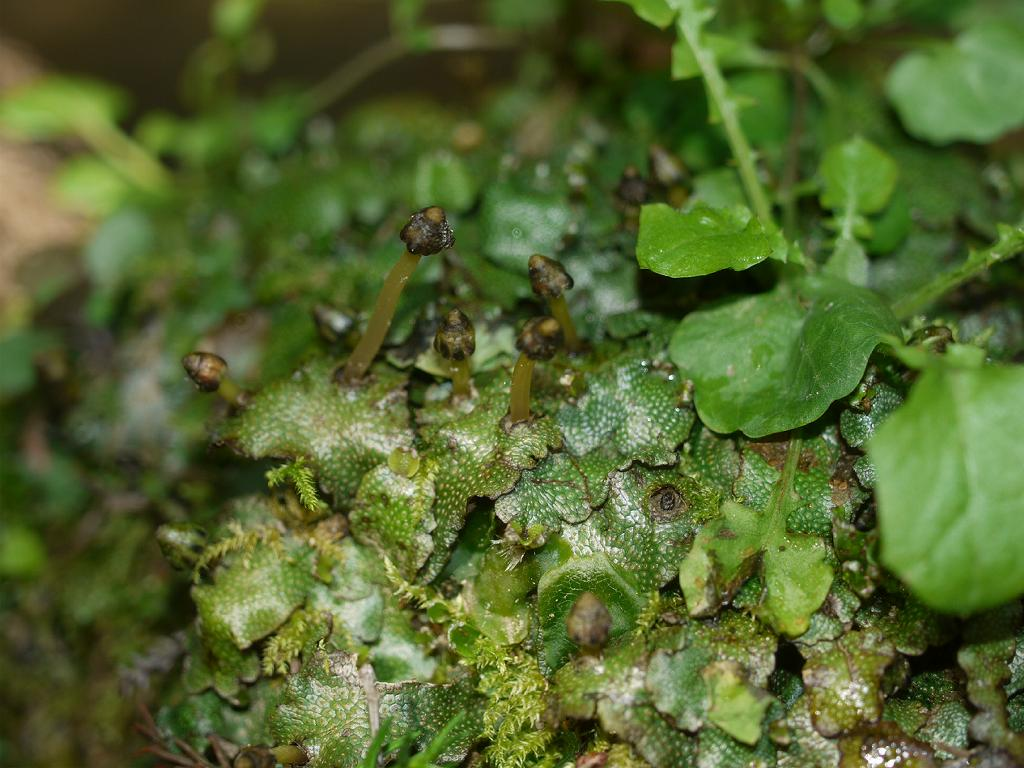
雌器托が伸び始めたところ
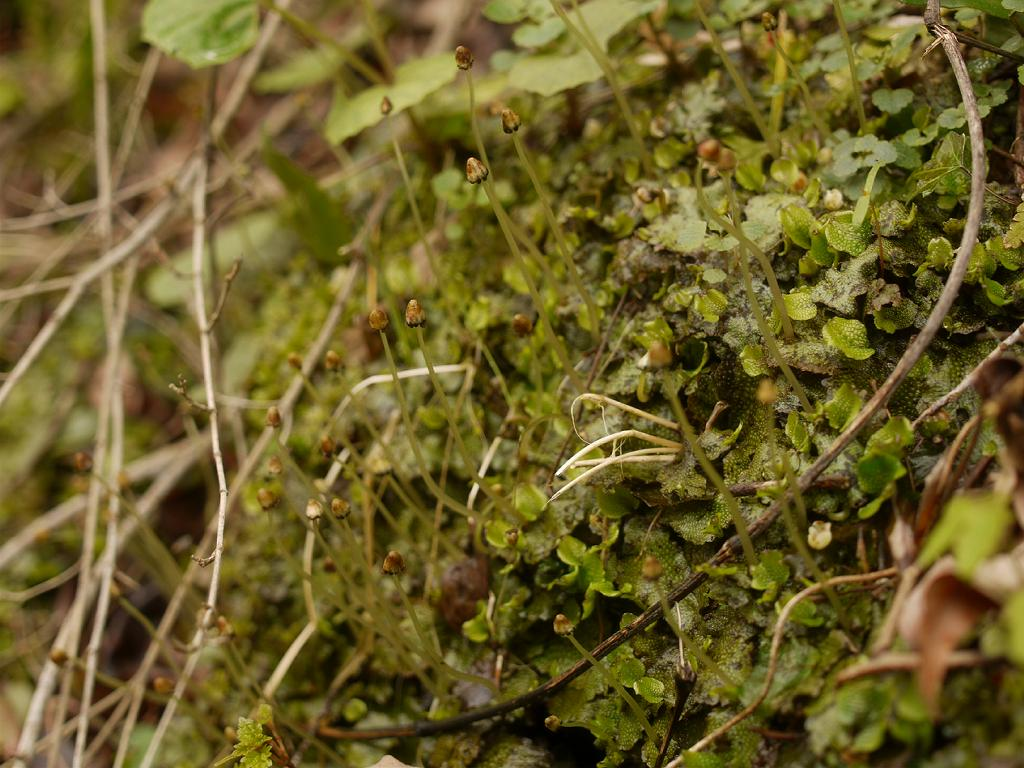
雌器托が伸びきったところ

雄器托は無柄で、葉状体の表面に乗ったような形で作られる。楕円形で、やや盛り上がり、表面には細かな凹凸がある。
雌器托は円錐形で、秋に形成されるが、春早くに成熟して、この時に長い柄を伸ばして立ち上がり、キノコのような姿となる。柄は白くて透明感があり、みずみずしい。その側面に一本の溝がある。先端の雌器托は褐色、円錐形で先端は鈍く尖り、すぼめた傘のような形をしている。その傘の内側からは成熟したさく（胞子嚢）のほぼ全体がはみ出す。さくは楕円形で真っ黒く表面は滑らか、先端側から数個に裂け、中から胞子と弾糸が見えるようになる。
胞子は径70-90μm、褐色から緑色を帯び、球形で表面には大小二形の小突起が密生する。弾糸は短め、太さは様々で3-5本の螺旋模様が入る。なお、弾糸の螺旋は一般に左巻きであるが、ジャゴケのものは多くが左巻きながら少し右巻きのものが混じる。これは後述のヒメジャゴケと共に、苔類中の例外とされている。

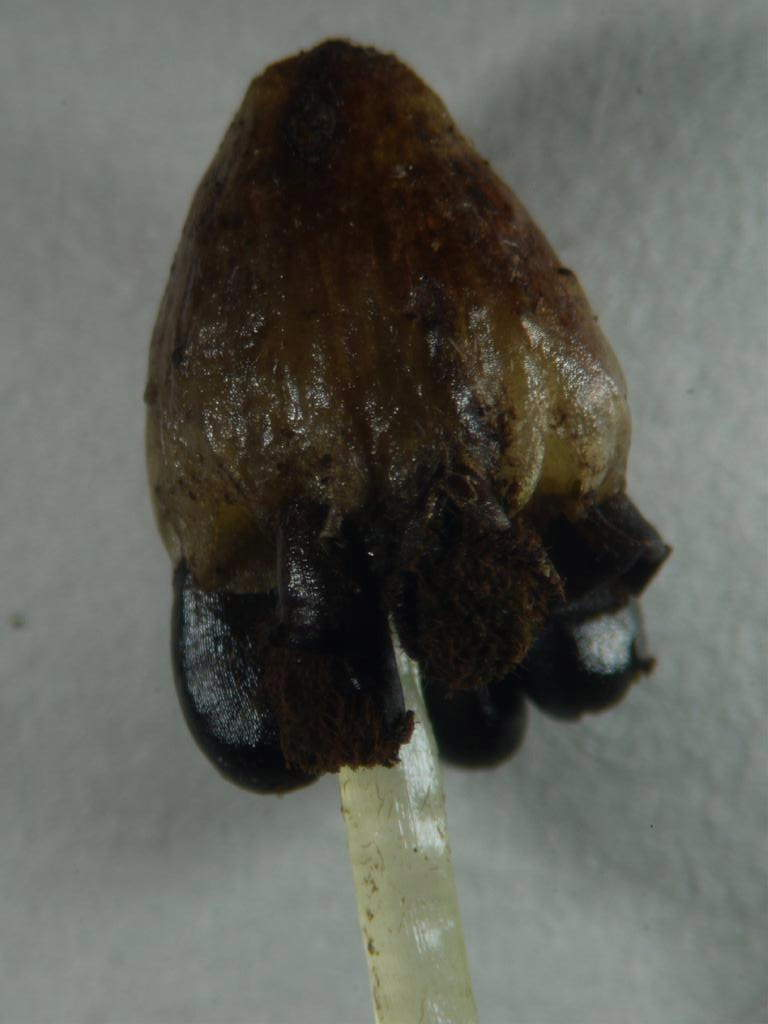
雌器托からさくがはみ出している。
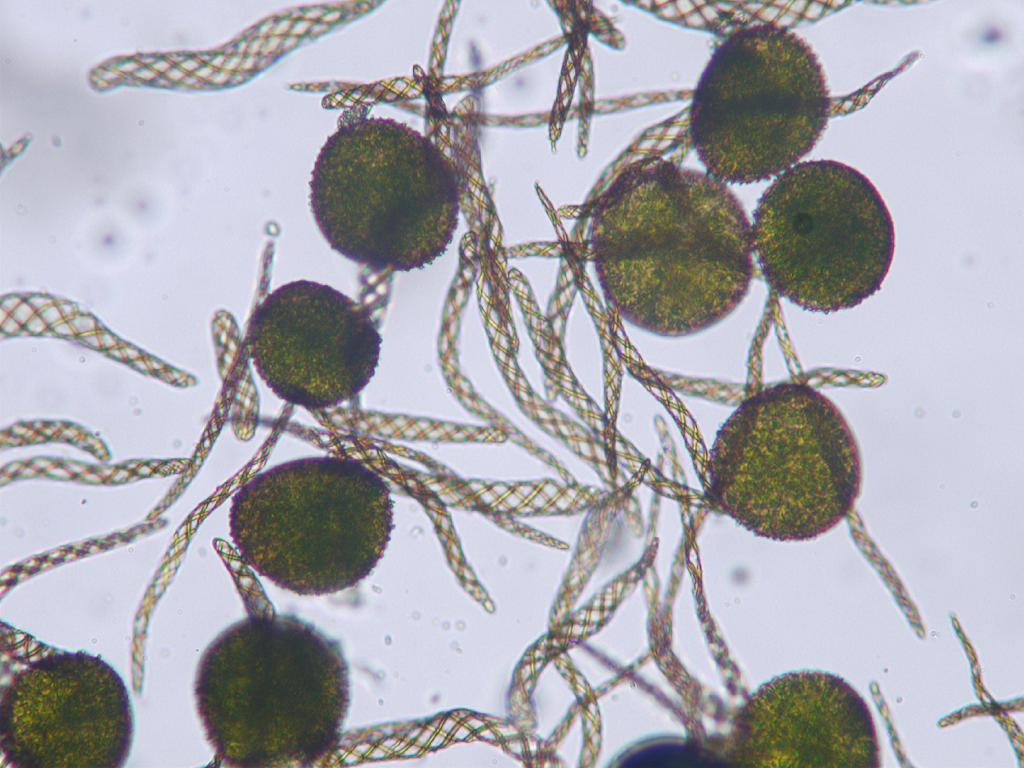
胞子と弾糸（顕微鏡写真）

また、雌器托が胞子の成熟時に急に伸びるのはゼニゴケ目では例外的で、普通ははじめから柄が伸びて、そこで受精も行われる。またゼニゴケ科では雄器托も柄がある。ちなみに他の苔類では雌器托でなく、さくそのものの柄が、やはり胞子の成熟時に一時的に伸びるが、すぐにしおれる。

## 生育環境
湿ったところに生える。きれいな小流のわきの岩の上、と言ったところによく見かける。人家周辺でも見られ、また平地から亜高山帯にまで見られる。

## 分布
日本全国に分布し、国外では北半球に広く分布する。

## 利害
直接的な利害はない。庭園などではコケを愛でる例もあるが、本種を含むゼニゴケ類は総じて可愛くないので嫌われる。

## 分類
この種は日本のみならず広い範囲で見られるが、それらを同一種と見なすかどうかには議論もあるらしい。現時点では普通は一種と見なされている。日本では同じ属にもう1種、ヒメジャゴケ (C. japonicum (Thunb.) Grolle) がある。特徴はジャゴケに似るが、葉状体の幅が2-3mmとはるかに小さいことや、薄手で光沢がなく、柔らかく見えるなどの違いがある。秋になるとその縁に沿って多数の無性芽を生じ、そのために縁がフリルのようになる。ジャゴケ以上に普通種で、都市部にも出現し、日本全国、東アジアからヒマラヤにかけて分布する。